# 大和信用金庫
大和信用金庫（やまとしんようきんこ）は、奈良県桜井市に本店を置く信用金庫。
「信頼・地域・幸せ」を基本理念とする。

## 沿革
- 1932年（昭和7年）1月11日 - 有限責任桜井町信用組合として創業。
- 1948年（昭和23年）7月13日 - 設立。
- 1950年（昭和25年）2月23日 - 中小企業等協同組合法に基づき、桜井信用組合に改組。
- 1951年（昭和26年）10月20日 - 信用金庫法に基づき、大和信用金庫となる。
- 1975年（昭和50年）11月1日 - 生駒信用組合と合併する。
- 2021年（令和3年）10月12日 - この日から磁気の影響を受けにくい新しい通帳（Hi-Co通帳）を取扱開始した(Hi-Co通帳に対応していない信用金庫ATMではHi-Co通帳は使えない。)[1]。
- 2022年（令和4年）11月8日 - 森川善隆理事長の死去に伴い中村正徳専務が理事長に選任される[2]。

## 営業地域
奈良県
- 桜井市
- 橿原市
- 大和高田市
- 御所市
- 五條市
- 天理市
- 奈良市
- 大和郡山市
- 生駒市
- 香芝市
- 葛城市
- 宇陀市
- 磯城郡
- 高市郡
- 北葛城郡
- 山辺郡
- 宇陀郡
- 吉野郡[3]
- 生駒郡

三重県
- 名張市

大阪府
- 四條畷市

京都府
- 相楽郡精華町
- 木津川市

## 独自の預金商品
本店所在地である桜井市周辺に源流を有する大和川の水質悪化が大きな問題となったことから、地域住民の環境に対する意識を向上させるため、2006年（平成18年）7月、大和川の水質改善の度合いに応じて金利を上乗せする「大和川定期預金」を発売。
例えば、2008年（平成20年）7月から10月まで販売された第三回募集分については、大和川河川事務所が公表した2008年（平成20年）の年間平均BOD値が着実に改善したとして、預入時点の店頭表示金利に0.5%の上乗せが行われた。